# Нор-Артік
Нор Артік (вірм. Նոր Արթիկ) — село на заході Вірменії, у марзі Арагацотн. Село розташоване за 22 км на північний захід від міста Талін, за 2 км на захід від села Сусер та за 4 км на південний схід від села Баграван сусіднього марзу Ширак.